# Зарипов, Хамитьян Камалович
Хамитьян Камалович Зарипов (15 августа 1910, Каргалы, Уфимская губерния — 9 февраля 1990, Уфа) — председатель колхоза «Кызыл алям» БАССР, участник Великой Отечественной войны, Герой Социалистического Труда.

## Биография
Хамитьян Камалович Зарипов родился 15 августа 1910 года в с. Каргалы (ныне — Чекмагушевского района Башкортостана). Образование — начальное.
Трудовую деятельность начал в 1932 году в колхозе «Ударник» Чекмагушевского района. С 1938 года работал секретарём, председателем исполкома Каразириковского сельсовета Чекмагушевского района. В 1942—1944 гг. участвовал в Великой	Отечественной войне. После демобилизации с 1944 по 1950 г. работал председателем исполкома Каразириковского сельсовета. В декабре 1950 г. избран председателем колхоза «Кызыл алям», переименованного впоследствии в колхоз имени Маленкова, а затем в колхоз «Победа».	
Из года в год колхоз, возглавляемый X. К. Зариповым, добивался высоких экономических показателей, вышел в число передовых хозяйств в республике по продаже государству продуктов земледелия и животноводства. За семилетку (1959—1965) урожайность зерновых культур в колхозе повысилась более чем в два раза и составила 15,7 центнера с гектара против 7,2 центнера за предшествующие годы.
В 1965 г. в трудных погодно-климатических условиях на площади 6 900 гектаров колхоз собрал 108 тысяч центнеров зерна, или по 15,8 центнера с гектара, в том числе яровой пшеницы на площади 3 408 гектаров — по 16,4 центнера. Средняя урожайность проса на площади 375 гектаров за 1963—1965 гг. составила 13 центнеров с гектара, сахарной свеклы на площади 254 гектара — 162 центнера, зелёной массы кукурузы на площади 880 гектаров — 245 центнеров, подсолнечника на площади 250 гектаров — 10 центнеров с гектара.
За семилетку поголовье крупного рогатого скота возросло с 950 до 2 300 голов, в том числе коров — с 365 до 690 голов, поголовье свиней — с 950 до 2 100 голов, овец — с 3 350 до 4 000 голов, птиц — с 3 000 до 5 200 голов. За этот период увеличилось производство мяса в 1,9 раза, молока — в 2,4, шерсти — в 1,5 и яиц — в 4,4 раза. Денежный доход колхоза в 1965 г. составил 1 330 тысяч рублей против 269 500 рублей в 1959 г.
За успехи, достигнутые в увеличении производства и заготовок пшеницы, ржи, гречихи, других зерновых и кормовых культур и высокопроизводительном использовании техники, Указом Президиума Верховного Совета СССР от 23 июня 1966 г. X. К. Зарипову присвоено звание Героя Социалистического Труда.
В 1969 г. вышел на пенсию.
Зарипов Хамитьян Камалович умер 9 февраля 1990 года.

## Награды
- Герой Социалистического Труда (1966)
- Награждён орденами Ленина (1966), Трудового Красного Знамени (1957), «Знак Почёта» (1949), Отечественной войны II степени (1985)[1], медалями, почетными грамотами Президиума Верховного Совета Башкирской АССР (1945, 1960).

## Память
В память о X. К. Зарипове его именем названа улица в с. Каргалы, в с. Каразириково установлен бюст Героя, на здании правления колхоза «Победа» — мемориальная доска.